# Stéphane Zubar
Stéphane Zubar (n. 9 de octubre de 1986 en Pointe-à-Pitre, Guadalupe) es un futbolista francés, que actualmente está en el Bury FC de la Football League One de Inglaterra.
Su hermano mayor, Ronald Zubar, juega actualmente para el Wolverhampton Wanderers, en Inglaterra.

## Selección nacional
Ha sido internacional con la Selección de fútbol de Guadalupe, ha jugado 2 partidos internacionales

## Clubes
| Club             | País       | Año       |
| ---------------- | ---------- | --------- |
| SM Caen          | Francia    | 2006-2007 |
| Pau FC           | Francia    | 2007      |
| SM Caen          | Francia    | 2007-2008 |
| FC Bruselas      | Bélgica    | 2008-2009 |
| SC Vaslui        | Rumania    | 2009-2010 |
| Plymouth Argyle  | Inglaterra | 2010-2011 |
| AFC Bournemouth. | Inglaterra | 2011-2012 |
| Bury FC          | Inglaterra | 2013-     |